# روبرت غليندا
روبرت غليندا هو لاعب كرة قدم سلوفاكي في مركز الدفاع، ولد في 6 مارس 1986 في نيترا في سلوفاكيا. لعب مع نادي نيترا.